# Heodes hypophlaeas
Heodes hypophlaeas är en fjärilsart som beskrevs av Jean Baptiste Boisduval 1852. Heodes hypophlaeas ingår i släktet Heodes och familjen juvelvingar. Inga underarter finns listade i Catalogue of Life.